# 1884年逝世人物列表
1884年逝世人物列表：1月 - 2月 - 3月 - 4月 - 5月 - 6月 - 7月 - 8月 - 9月 - 10月 - 11月 - 12月
下面是1884年逝世的知名人士列表。

## 1月

### 1月6日
- 格雷戈爾·孟德爾，捷克遺傳學家

### 1月25日
- 约翰·戈特弗里德·皮耶夫克，德國指揮家、作曲家

## 2月

### 2月8日
- Cetshwayo kaMpande，祖魯國王

### 2月13日
- 威廉·馮·圖姆普林，普魯士將軍

### 2月14日
- 愛麗絲·海瑟薇·李·羅斯福，西奧多·羅斯福的第一任妻子
- 瑪莎·布洛克·羅斯福，西奧多·羅斯福的母親

### 2月26日
- 伊曼紐爾·費利克斯·德·溫普芬，法國將軍

## 3月

### 3月1日
- 以撒·托德亨特，英國數學家

### 3月8日
- 悉尼·達克雷斯，英國海軍上將

### 3月13日
- 小利兰·斯坦福，加利福尼亞州州長利蘭·斯坦福的兒子，為了紀念他，斯坦福大學成立

### 3月19日
- 埃利亚斯·伦罗特，芬蘭語言學家，芬蘭傳統口頭詩歌收藏家

### 3月21日
- 以斯拉·阿博特，美國聖經學者
- 康斯坦丁·克雷蘇萊斯庫，羅馬尼亞第七任總理

### 3月23日
- 亨利·洛德，美國鐵路高管

### 3月28日
- 利奧波德王子，維多利亞女王的小兒子

## 4月

### 4月1日
- 瑪麗·利頓，英國舞臺女演員

### 4月4日
- 玛丽·巴什基尔采夫，俄羅斯藝術家

### 4月6日
- 伊曼紐爾·蓋貝爾，德國詩人、戲劇家

### 4月24日
- 玛丽·塔里奥尼，瑞典-義大利芭蕾舞演員

## 5月

### 5月6日
- 犹大·本杰明，美國政治家，美國路易士安那州參議員，同盟國內閣官員

### 5月10日
- 夏尔-阿道夫·武尔茨，法国化学家

### 5月12日
- 贝多伊齐·斯美塔那，捷克作曲家

### 5月13日
- 塞卢斯·麦考密克，美國發明家

### 5月29日
- 亨利·巴特爾·弗雷爾爵士，英國殖民地行政長官

## 6月

### 6月19日
- 胡安·包蒂斯塔·阿爾韋迪，阿根廷政治家、作家和主要憲法推動者
- 約翰·古斯塔夫·德羅森，德國歷史學家

### 6月21日
- 亚历山大，荷蘭王位繼承人

### 6月25日
- 汉斯·罗特，奧地利作曲家

## 7月

### 7月1日
- 艾倫·平克頓，美國偵探

### 7月10日
- 保羅·莫菲，美國國際象棋選手

### 7月15日
- 亨利·威爾斯利，第一代考利伯爵，英國外交官
- 阿爾米拉·哈特·林肯·菲爾普斯，美國教育家、作家

## 8月

### 8月9日
- Annestine Beyer，丹麥改革教育家

### 8月18日
- 瑪麗·艾姆斯，美國作家

## 9月

### 9月2日
- 卡爾·埃伯哈德·赫沃斯·馮·比滕菲爾德，普魯士陸軍元帥

### 9月10日
- 乔治·边沁，英國植物學家

## 10月

### 10月4日
- 萊昂娜·弗洛倫蒂諾，菲律賓詩人

### 10月7日
- 伯納德·佩蒂讓，法國羅馬天主教傳教士

### 10月16日
- 伯尼斯·帕瓦希主教，夏威夷阿裡

### 10月18日
- 威廉八世，不倫瑞克公爵

## 11月

### 11月3日
- Menyhért Lónyay，匈牙利第五任總理

### 11月11日
- 阿爾弗雷德·佈雷姆，德國動物學家

### 11月16日
- 法蘭齊謝克·契沃斯泰克，摩拉維亞醫生

### 11月25日
- 阿道夫·威廉·赫尔曼·科尔贝，德國化學家

## 12月

### 12月1日
- 威廉·斯溫森，第二任也是最後一任紐西蘭皇家殖民地總檢察長

### 12月3日
- Jane C. Bonar，蘇格蘭讚美詩作家

### 12月20日
- 多梅尼科·康索里尼，義大利天主教紅衣主教